# Блюз-рок
Блюз-рок — музичний напрямок, що сполучає риси блюзу та рок-н-ролу. Блюз-рок почав розвиватися у середині 1960-х років в Англії та США у творчості таких музикантів як Cream та The Rolling Stones. Музика значно відрізнялася від ортодоксального блюзу і запозичувала рокову естетику. Іноді цей напрямок називали «білим блюзом».

## Історія
Попри те, що рок і блюз історично завжди були тісно зв'язані, виділення блюзу-року в окремий музичний напрямок відбулося лише у середині 1960-х років. Піонерами напрямку вважаються такі музиканти як Алексіс Корнер, Джон Мейолл, Джонні Вінтер, Пол Баттерфілд і гурт Canned Heat. Революційно електричне виконання блюзу Джимі Хендріксом (учасником багатьох американських ритм-енд-блюзових і соул груп на початку 1960-х років) і його тріо мали широкий і тривалий вплив на розвиток блюзу-року.
Інший гітарист, що мав сильний вплив на блюз-рок — Ерік Клептон. Його роботи в 1960-х і 1970-х роках із Джоном Мейоллом і групами The Yardbirds, Blind Faith, Cream, Derek and the Dominos, а також сольна кар'єра дуже багато значили для визнання блюзу-року самостійним напрямком.
Наприкінці 1960-х років ще один колишній учасник групи The Yardbirds Джефф Бек зі своєю групою The Jeff Beck Group, що стала популярною в США й Англії, привніс у блюз-рок більш важке звучання хард-рока. Третій вихованець групи The Yardbirds гітарист Джиммі Пейдж створив групу New-Yardbirds, що незабаром змінила назву на Led Zeppelin. Протягом першої половини 1970-х років група Led Zeppelin домінувала на світовій блюз-роковій сцені.
Інші музиканти, що мали вплив на блюз-рокову сцену Англії в 1970-х роках — це Гері Мур, Рорі Галахер і Робін Тровер.
В кінці 1970-х — початку 1980-х років британський рок-колектив Whitesnake, заснований екс-фронтменом Deep Purple, Девідом Ковердейлом, випустив декілька блюз-рок спрямованих альбомів, які мали неабиякий успіх у Британії та Європі загалом.

## Стильові риси
Для блюзу-року характерна наявність блюзової імпровізації, застосування 12-тактової гармонічної побудови, ритмічного малюнка «бугі», виняткова роль електрогітари, а також більше «важке» звучання рок-музики, що спирається на рифи. Також блюз-рокові композиції звучать у швидшому, в порівнянні з класичним блюзом, темпі. Майже не використовуються характерні для «чорного» блюзу джазові запозичення духових інструментів.
Основні інструменти блюз-року — це електрогітара, бас-гітара й ударна установка. Вокал також відіграє ключову роль, хоча й не завжди: існує безліч інструментальних блюз-рокових композицій. Зрідка застосовуються клавішні інструменти, такі як синтезатор, піаніно або орган. Нерідке застосування двох гітар, одна — акомпануюча, інша — солююча.

Мінорна блюзова гама від ля

Перші два такти гітарної партії пісні «Stormy Monday (пісня)» гурту Allman Brothers

Блюз-року характерні типові 12-тактові блюзові періоди, однак часто трапляються і відмінності, як наприклад у версії Allman Brothers пісні «Stormy Monday», використовується наступна послідовність акордів:
G9 | C9 | G9 | G9 | C9 | C9 | G9 / A minor7 | B minor7 / B♭7 | A minor7 | A♭ major7 | G9 / C9 | G9 / D збільшений
…замість G | C | G | G | C | C | G | G | D | C | G | G (D). Більшість композицій будуються на одній повторюваній секції, хоча й трапляються композиції з контрастною середньою частиною. Мелодія будується переважно на звуках блюзового звукоряду, спираючись на мажорну акордову послідовність.